# Дани шилопајске панораме
Дани шилопајске панораме је туристичка, културна, спортска и привредна манифестација која се од 2015. године одржава у Шилопају, насељеном месту на територији општине Горњи Милановац.
Манифестација се традиционално одржава средином месеца јула у организацији Културног центра Горњи Милановац и Удружења „Шилопајка панорама”, под покровитељством општине Горњи Милановац.
У току манифестације организују се концерт народних песама рудничког краја и Шумадије, предавања са темом пољопривреде, спортска и гастрономска такмичења.